# Jordi Mas Castells
Jordi Mas Castells (La Garriga, 14 marzo 1930 – la Garriga, 18 novembre 2010) è stato un presbitero e missionario cattolico catalano che dal 1961 e fino alla morte ha vissuto e lavorato in Camerun, in particolare nella zona settentrionale, vicino al lago Ciad. In quei territori ha costruito centinaia di pozzi, ha fondato scuole, ospedali e organizzato laboratori che hanno offerto possibilità di inserimento e di relazione a donne di comunità diverse . Nel 2008, il Comune della Garriga (Vallès Oriental, vicino alla città di Barcellona) l'ha distinto col titolo di cittadino illustre .

## Biografia
Jordi Mas è nato a la Garriga il 14 marzo del 1930. Ordinato sacerdote ai 24 anni , le sue prime destinazioni come vicario furono a Esplugues del Llobregat, la Geltrú (Vilanova i la Geltrú) e la parrocchia della Miraculosa, a Barcellona. Nel 1961 parte come missionario verso uno scenario più difficile, scelto da lui stesso: prima nei pressi di alcune città del sud del Camerun e poi nell'Estremo Nord del paese, dove termina l'ampia fascia del Sahel. Gli ultimi paesi in cui ha vissuto sono Makari e Blangua, presso il lago Ciad, in una zona musulmana dell'Africa nera. Dal 1961 ha lavorato per sostenere e accompagnare la sua piccola comunità di fedeli in materia sanitaria, educativa e sociale .
Arrivato in Camerun, Mas si accorse presto che quelle persone non avevano bisogno di un missionario  —erano animisti o musulmani nella stragrande maggioranza— però che la sua presenza poteva essere utile per aiutare a risolvere alcuni bisogni fondamentali: il cibo, l'acqua, la salute, l'educazione... Essere sacerdote in terre musulmane significava, a suo parere, dare testimonianza del Vangelo:
(Jordi Mas )
Mas si specializzò nella costruzione di pozzi che evitassero alla popolazione —specialmente alle bambine, il collettivo  più fragile di quella società— la necessità di fare lunghi tragitti a piedi ogni giorno per prendere un po' d'acqua potabile, per le loro famiglie e per il bestiame. Durante la sua lunga permanenza nel Ciad, Mas ha costruito centinaia di pozzi .
Mas ebbe chiaro, inoltre, che l'altra grande mancanza della regione riguardava la salute. Per questo, insieme al medico svizzero Giuseppe Maggi (1910-1988) fondò gli ospedali di Tokombére (1962), Zinah (1970) e Madà (1978). In quest'ultimo centro sanitario, che viene considerato un punto di riferimento nella zona, lavorò per molti anni trasportando malati in una jeep-ambulanza, attività che gli ha permesso conoscere strade e piste della regione e, soprattutto, avvicinarsi ai 250.000 abitanti della zona d'influenza dell'ospedale, in un raggio di 200 chilometri, un'area che comprende quattro stati diversi: Camerun, Ciad, Niger e Nigeria .

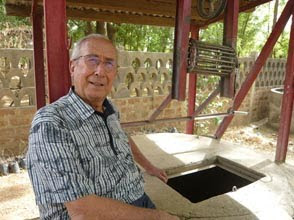
Jordi Mas, accanto a un pozzo in Makari (Estremo Nord, Camerun)

Quando, nel 1988, morì il dott. Maggi, Jordi Mas decise di fondare scuole, perché era  convinto che un popolo senza educazione è un popolo senza speranza e senza futuro. Uno dei frutti di questo lavoro è l'apertura, nel 1998, della grande scuola professionale di Blangoua CEFAVIHAR (Centro di formazione per il miglioramento della vita e dell'habitat rurale), nelle prossimità del lago Ciad. In questo centro, che include una residenza per studenti promossa da Mani Unite, una quarantina di giovani, provenienti dai villaggi che circondano il lago, imparano meccanica, elettricità, saldatura, falegnameria, agricoltura, gestione di piccole imprese, cucito, meccanografia, informatica... Completa questo centro educativo una scuola primaria per 500 alunni, creata grazie al sostegno di entità catalane che si sono raccolte nell'ong Makary-Blangoua .
Negli ultimi anni, Mas ha concentrato i suoi sforzi nella casa d'accoglienza FEMAK (Femmes de Makary - Donne di Makary) (2008), un luogo d'incontro in cui le donne della zona di Makary, qualunque sia la loro religione, possono incontrarsi, scambiare conoscenze e esperienze. Ci sono laboratori di cucito, computers, orti... oltre a aule per ricevere formazione in salute, alimentazione, cucina...
(Jordi Mas )

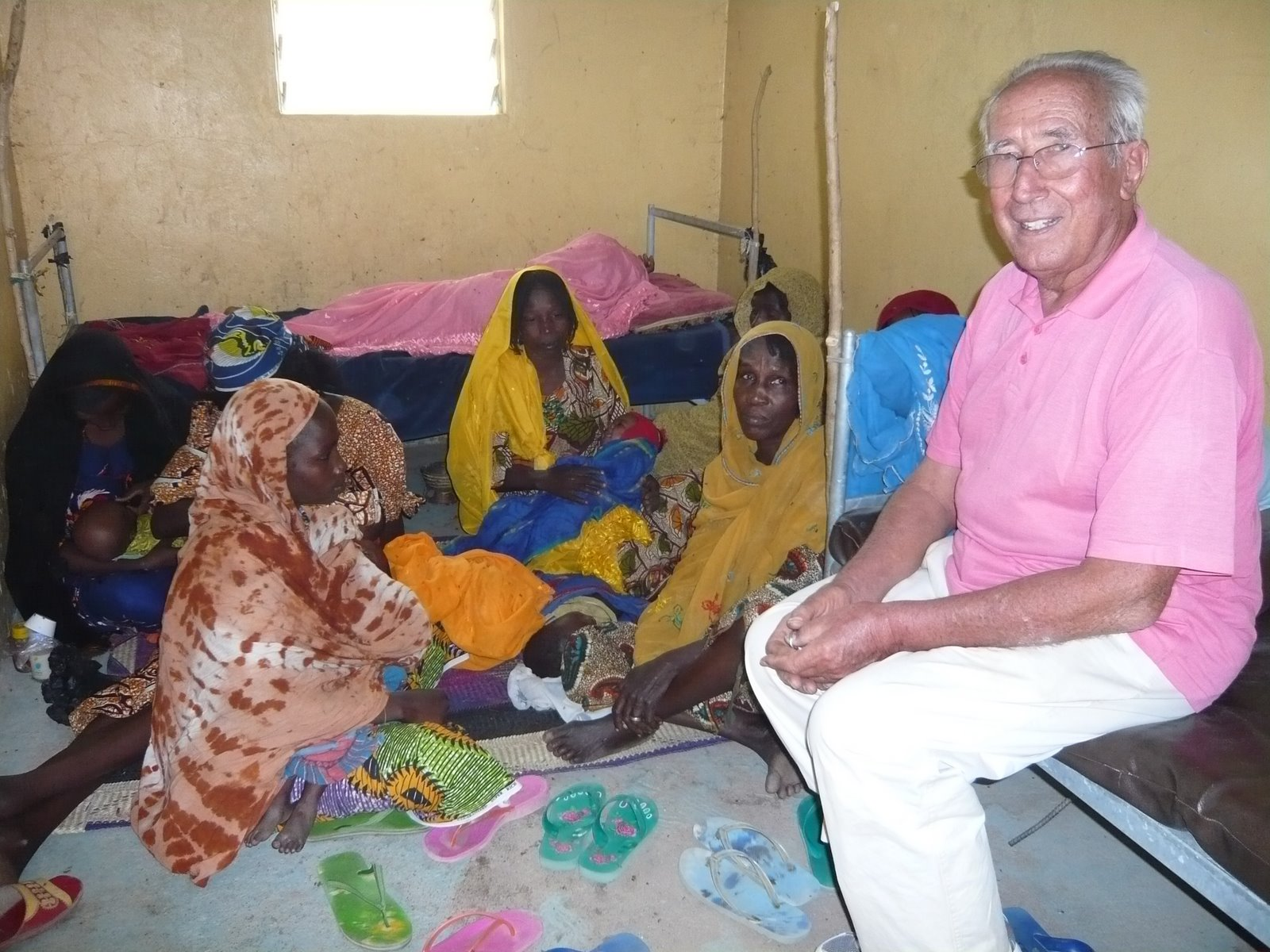
Jordi Mas, a l'ospedali di Madà (Estremo Nord, Camerun)

Conoscitore profondo della realtà della regione, Jordi Mas ha svolto un ruolo cruciale anche in altri progetti: abitazioni per i docenti in Blangoua, il centro FEMAK e la residenza per cooperanti di Makary (2008)... L'ultimo progetto nel quale ha riversato il proprio entusiasmo è stata la coltivazione della spirulina, un'alga ricca di proteine che cresce molto bene in zone come quella del lago Chad.
Nel 2010 si ammalò e fu costretto a tornare a la Garriga per ricevere le cure necessarie, con la speranza però di tornare alla sua casa di Makary. Non fu possibile: morì il 18 novembre dello stesso anno . Ora è sepolto nel cimitero della Doma, a la Garriga.
Jordi Mas non c'è più , ma il risultato del suo lavoro continua vivo e fornisce un servizio quotidiano alla gente che vive attorno al lago. Ancora oggi —novembre 2015— la coordinazione generale delle scuole è affidata all'italiano Fabio Musi, che risiede in Camerun da molti anni. Svolge questo ruolo da Maroua, capitale dell'Estremo Nord del paese. Sul posto, ci sono altri due sacerdoti camerunesi: uno a Makary e uno a Blangoua, le due parrocchie dove aveva lavorato il sacerdote della Garriga negli ultimi anni .

## Premi e riconoscimenti
- Nel 2000, il re spagnolo Juan Carlos I gli concesse la croce dell'Ordine di Isabella la Cattolica, su proposta dell'ambasciatore spagnolo in Camerun. Questa onorificenza era il riconoscimento “del gran lavoro che Jordi Mas svolge per la promozione umana nel nord del Camerun” [4].
- Nel 2007 ricevette il premio di Cooperazione internazionale per lo sviluppo umano, concesso dal Consiglio Regionale del Vallès Oriental [15].
- Nel 2008, il Comune della Garriga gli conferì il titolo di “Cittadino illustre” [2].
- Sempre nel 2008, ricevette dalla Fondazione sociale della Cassa di risparmio del Penedès il Premio Josep Parera, che riconosce la traiettoria delle persone che hanno mostrato eccellenza nel proprio ambito di attività e particolare dedizione allo sviluppo comunitario nelle dimensioni sociali, umanitarie e di solidarietà [16].